# 渋谷巧
渋谷 巧（しぶや たくみ、1987年2月20日 - ）は、日本の実業家、著作家、アーティスト。
血液型はA型。愛称はたっくん、解体王子、130億元ヤン社長、株式会社イーグーループホールディングス代表取締役、株式会社日本エコジニア代表取締役、公益社団法人川越青年会議所第62代理事長、公益社団法人日本青年会議所埼玉ブロック協議会第57代会長、公益社団法人日本青年会議所関東地区協議会第71代会長

## 来歴

### 生い立ち
埼玉県川越市に生まれる。

### 17歳で解体業の世界に
不良少年だった学生時代。
誰かが作ったルールの中で、自分のオリジナリティが制限されてしまうことに、強い違和感を感じ、そこから高校を中退し、17歳で解体業の日雇い労働を始める。

### 大きなターニングポイント
18歳の時にトラブルで命を落としかけたのをきっかけに、今までケンカばかりしていて
「強さ」の意味をはき違えていた自分から目が覚めた。
人間には「時間」が大切と気づき、ここからの時間をどう過ごすのか、
自分のお葬式から逆算して未来を設計

### 19歳で個人事業主としてサイドビジネスを展開
自身は解体業で働く一方で、豊富な人脈を活かし
人材の"マッチング"サービスを開始。
自身曰く、19歳から22歳までの3年間は、
本当に「人の倍」働いていたと明かす。

### 22歳で会社起業の決意
22歳の時に働いていた解体業の会社が倒産する。
自分を慕ってついてきてくれた仲間や後輩を路頭に迷わせないように
自分で会社を起こす決意を固める。

## 経営者
高校を中退し17歳から日雇い労働者として建設業に携わる。
18歳の時トラブルで命を落としかけたことがターニングポイントとなり19歳で起業、独立採算を主としたグループ企業運営や民主主義を根幹においた社員主体の経営から実績を伸ばし関連企業のトータル売上高は2024年現在で130億円を超える。

## アーティスト、タレント
エイベックスより1stシングルを販売以降
湘南乃風若旦那や倖田來未の妹misonoとコラボレーション。
3rdシングルはレコチョクデイリーランキングで1位を取得。
異色の経営者としてバラエティ番組や報道番組を軸に地上波出演。

## 著作家
自身の半生からビジネス発展への道のりを記した著書
「中卒の僕が年商70億円企業をつくれた理由」がAmazonベストセラーを獲得。

## 出演
テレビ番組
- マネースクープ【フジテレビ】(2014年12月8日)
- 真相報道バンキシャ!【日本テレビ】(2017年3月5日)
- クローズアップ現代【NHK】(2017年3月13日)
- 情報プレゼンター とくダネ!【フジテレビ】(2017年3月14日)
- 人生逆転！ギラギラ確率バラエティ コレ何％【フジテレビ】(2017年3月18日)
- ニュースワンダー【関西テレビ】(2017年3月20日)
- 元木がセレクト！ビジネス隠し玉企業【関西テレビ】(2017年3月20日)
- 私の家を壊して下さい【フジテレビ】(2017年12月10日)
- サバイバル・キス【テレビ東京】(2018年5月28日)
- 通帳見たらスゴかった！〜気になるあの人のウラ側一挙ご開帳SP〜【テレビ東京】(2018年6月15日)
- 若林ノブ秋山の揃いも揃って言ったコト【日本テレビ】(2018年10月2日)
- LIPSS〜イノセントな囁き〜【テレビ埼玉】(2019年4月-6月)
- ウチのガヤがすみません!【日本テレビ】(2019年7月2日)
- スーパーJチャンネル【テレビ朝日】(2019年7月26日)
- ウチのガヤがすみません!【日本テレビ】(2019年8月27日)
- マチコミ【テレビ埼玉】(2019年9月9日)
- エンタの神様&ウチのガヤがすみません!年末は爆笑パーティーで盛り上がろうSP【日本テレビ】(2019年12月21日)
- ウチのガヤがすみません!【日本テレビ】(2019年12月24日)
- ウチのガヤがすみません！春の２時間スペシャル【平野紫耀が本田紗来にドッキリ】【日本テレビ】(2020年3月24日)
- ウチのガヤがすみません！【ヤバイ素顔告発！愛の告白仰天オークション超豪華SP】【日本テレビ】(2020年8月4日)
- フロンティアサーチ【日本テレビ】(2022年4月4日)
- 新イケメンZ【千葉テレビ】(2023年7月30日)
- Powered by TV【TOKYO MX】(2023年10月14日)
- 企業家たちの挑戦ストーリー【TOKYO MX】(2024年4月22日)
- じっくり聞いタロウ【テレビ東京】(2024年11月14日)
- Trend Labo TV〜girls talking〜【TOKYO MX】（2025年2月26日）
- Trend Labo TV〜girls talking〜【TOKYO MX】（2025年3月26日）

ウェブ
- Dream Challenge～マジアゲ～【FRESH LIVE】(2017年8月2日)
- ご当地サタデー【J:COMチャンネル】(2017年3月18日)
- 極楽とんぼKAKERUTV【AbemaTV】(2018年9月27日)
- しゅんダイアリー【YouTube】(2018年10月23日)
- ラファエル Raphael【YouTube】(2020年11月6日)
- ABEMA Prime　【AbemaTV】(2021年2月19日)
- 亀田興毅×亀田大毅の3150チャンネル【YouTube】(2021年11月13日)
- ぜにいたち【AbemaTV】(2022年1月24日)
- ぜにいたち【AbemaTV】(2022年2月14日)
- ぜにいたち【AbemaTV】(2022年6月6日)
- 社長名鑑(2023年12月19日)

ラジオ
- 渋谷巧のオールナイトニッポンi【ニッポン放送】(2018年3月14日)
- GOGOMONZ【FM NACK5】(2018年5月16日)
- キラメキミュージックスター～キラスタ～【FM NACK5】(2018年5月23日)
- 稼がNight!【CRT栃木放送】(2018年6月28日)
- PRIME TIME【FM yokohama】(2018年7月26日)
- You gott@ POWER【@FM】(2018年8月6日)
- BEATNIK JUNCTION【ZIP-FM】(2018年8月21日)
- Tresen【FM yokohama】(2018年8月29日)
- Adult Nostalgic Radioshow ～ANR大人の秘密基地～【FM yokohama】(2018年9月8日)
- 卒業アルバムに1人はいそうな人を探すラジオ【文化放送】(2021年１月15日)

ライブ
- ウォーターランフェスティバル2018【横浜・八景島シーパラダイス】(2018年7月22日)
- みなとみらいKINGDOM SUMMER2018【FMヨコハマ】(2018年7月29日)
- 第68回大須夏祭り【大須観音、大須ふれあい広場、万松寺】(2018年8月4日、5日)
- COOLEST-LIVE Vo.8-1周年記念Special【X-HALL-ZEN-】(2018年8月4日)
- Cool-X LIVEイベント@エアポートウォーク名古屋【エアポートウォーク名古屋】(2018年8月21日)
- 夏だけの移動遊園地ミナトノスライダーxWATER SUMMER FES レオリproduce「泡∞盆」【レゴランド横メーカーズピア特設会場】(2018年8月31日)
- 姫音祭【姫路駅特設会場】(2018年11月25日)
- COOLEST LIVE SPECIAL【Zepp Nagoya】(2018年12月22日)
- Pure’s Night byぴゅあじょ【町田CRAGE】(2018年12月29日)
- 第44回丸亀お城村【丸亀城】(2019年5月3日)
- Cool-Xワンマンライブ【Zepp Nagoya】(2019年8月18日)
- 姫音祭2019【城見台公園】(2019年11月24日)

講演会
- SEKARUKU交流会(2019年11月17日)
- 裏技公開！セルフブランディングで作る成功への手順【出版記念講演】(2020年2月2日)
- 小豆島青年会議所講演会(2020年8月10日)
- YouTubeひがしいるまちゃんねる「〜中卒社長に学ぶ〜なぜ70億円企業を作れたのか？」講演会(2020年9月9日)
- KAISALONオンライン講演【特別講師】(2021年8月6日)
- 山村学園高等学校「キャリア講話授業」(2021年12月17日)
- 松山市立松山中学校「第2学年進路講演会」(2021年11月19日)
- 【オンラインセミナー：リテラボ 第7回】(2021年12月25日)
- 第143回 新春 全国経営者セミナー(2022年1月20日)
- 西入間青年会議所【中卒の年商70億社長直伝！年商を100倍にした仕事術】(2022年2月9日)
- 川越市立砂中学校「第1学年進路講演会」(2022年3月10日)
- 川越警察署「まちづくりと企業経営から見える平和な社会」(2022年11月16日)
- 行田商工会議所青年部「時代の先頭に立つリーダーとなる」(2022年11月24日)
- 川越市校長会冬季研修会「次世代を担う子ども達のために」(2022年12月8日)
- 常勝プロジェクト「夢を描くためのカリキュラム」(2023年2月25日)
- 埼玉中小企業家同友会「日雇い労働から100億グループ創造までの軌跡」(2023年5月16日)
- 株式会社パピヨン異業種交流会「常識を打ち破れ」(2023年5月19日)
- 狭山青年会議所「誰でも出来そうな100億企業のつくりかた」(2023年5月23日)
- 東京青年会議所「経営者がやってはいけない10の約束」(2023年6月19日)
- 久喜青年会議所「行動力で切り拓く 年商100億への道」(2023年10月20日)
- 山梨イノベーションベース「常識を打ち破れ！ビジネスの常識を”解体”する思考力を大公開(2024年3月9日)
- 川越市倫理法人会「この機を逃すな〜200年に1度の転換期〜」(2024年4月5日)
- 青年会議所「青年会議所を使って100億企業を創った秘密を大公開」(2024年4月18日)
- 栃木青年会議所「Hot Together！！ともに熱く！！～年商130億円元ヤン社長のJC道～」(2024年4月19日)
- 清瀬青年会議所「事業主向け売上向上セミナー」(2024年6月21日)
- 名古屋青年会議所「夢をかなえる攻略法」(2024年6月30日)
- 大分青年会議所「企業成長の秘訣」(2024年7月25日)
- 真岡青年会議所「企業の仕組み作り」(2024年7月29日)
- 加須青年会議所「人生観がたったの90分で一変！あなたの決断は？」(2024年9月23日)
- 鎌ヶ谷青年会議所「青年会議所を活用して140億企業を築く一本道」(2024年9月27日)
- 三島青年会議所「0から1へ！渋谷社長から学ぶ自己成長セミナー」(2024年9月28日)
- 東入間青年会議所「全事業対応売上向上セミナー」(2024年10月16日)
- 久喜青年会議所「行動力で切り拓く年商100億への道」(2024年10月20日)
- こだま青年会議所「成功者から学ぶリーダー論」(2024年10月26日)
- ひびき青年会議所「130億企業の元ヤン社長が語る、リーダーシップと成長の極意」(2024年11月11日)
- 入間青年会議所「必見！139億円まで創り上げた経営ノウハウ」(2024年11月23日)
- 大口町立大口中学校PTA「教育講演会　二つの財布」(2024年11月30日)

## 著書
- 中卒の僕が「年商70億円企業」を作れた理由』【双葉社】(2019年10月22日)

## 楽曲
- づっと…〜be around〜 - Single(2012年8月8日)
- RemembeR - Single(2014年5月4日)
- 一本道 - Single(2018年5月8日)
- MY LIFE (feat. misono, ずま虹色侍, 財部亮治 & YOKARO-MON) - Single(2022年7月25日)